# Polícia Militar do Estado de Rondônia
A Polícia Militar de Rondônia (PMRO) tem por função primordial o policiamento ostensivo e a preservação da ordem pública no Estado de Rondônia. Ela é Força Auxiliar e Reserva do Exército Brasileiro, e integra o Sistema de Segurança Pública e Defesa Social do Brasil. Seus integrantes são denominados militares dos Estados (artigo 42 da CRFB), assim como os membros do Corpo de Bombeiros Militar do Estado de Rondônia.

## Surgimento das Polícias Militares
O surgimento das policias militares brasileiras deu-se em Minas Gerais, onde já havia uma estrutura de força militar com funções semelhantes às de policiamento e controle social desde o período colonial. Em 1775, uma reorganização militar na capitania, com a criação do Regimento Regular de Cavalaria de Minas (RRCM), que é a célula mater da Polícia Militar de Minas Gerais (PMMG), resultou na substituição dos antigos terços por corpos auxiliares organizados em regimentos. Esse novo corpo atuava em atividades internas como patrulhamento e repressão, sendo empregado principalmente na proteção do escoamento do ouro pelas estradas reais até o litoral brasileiro e na preservação da ordem pública na capitania de Minas Gerais. Assim, marcando essa organização militar como uma das mais antigas expressões de força policial estruturada no Brasil, anterior ainda à criação da Guarda Real de Polícia no Rio de Janeiro em 1809. Portanto, a Polícia Militar de Minas Gerais é a polícia militar mais antiga do Brasil. A legislação imperial registra, ainda, a criação de outros corpos policiais nas províncias, como em 1818 no Pará, em 1820 no Maranhão, em 1825 na Bahia e em Pernambuco, e em 1834 no Espírito Santo.

## Histórico
Com a criação do Território Federal de Rondônia, então Território Federal do Guaporé, pelo Decreto-Lei nº 5.812, de 13 de setembro de 1943, com áreas desmembradas dos estados do Amazonas e Mato Grosso, o governador, então Coronel Aluízio Ferreira, necessitando de uma organização para a manutenção da ordem e mão-de-obra na execução de trabalhos públicos, baixou o Decreto nº 01, de 11 de fevereiro de 1944, criando a Guarda Territorial, corporação de caráter civil, comandada por um oficial do exército.
A Guarda Territorial, após sofrer várias modificações em sua estrutura, em muito se aproximou, ultimamente, de uma organização policial-militar, possuindo, inclusive, Corpo de Bombeiros.
A Polícia Militar de Rondônia foi criada pela Lei nº 6.270, de 26 de novembro de 1975, cuja regulamentação só foi baixada a 11 de janeiro de 1977, através do Decreto Federal nº 79.108. Em 9 de setembro de 1977, já com a Polícia Militar criada, mas ainda em sua fase embrionária, editou-se o Decreto Territorial E nº 864, da mesma data, que considerou extinta, de vez, a Guarda Territorial de Rondônia, conforme preconizado na Lei de Criação da Polícia Militar.
Com a extinção da Guarda Territorial aceleram-se os trabalhos de implantação e organização da Polícia Militar recém criada. Pelo transcurso de tempo da edição da Lei de Criação, bem assim do Decreto que a regulamentou, pode-se vislumbrar que montar uma estrutura policial militar complexa, desdobrada nas atividades administrativas e operacionais e, ao mesmo tempo, prover à segurança pública da área, não era empresa para pouco tempo.
O problema prioritário, a maior preocupação do legislativo e, particularmente, do governador, consistia no aproveitamento dos componentes da extinta Guarda Territorial no novo organismo. Este aproveitamento, preconizado na própria Lei de Criação, só foi disciplinado pelo Decreto Territorial nº 835/77, que, inclusive instituiu um processo seletivo para tal.
Pelo diploma legal, nortearam-se as Comissões e o Comando da Corporação para avaliarem e decidirem sobre o referido aproveitamento.

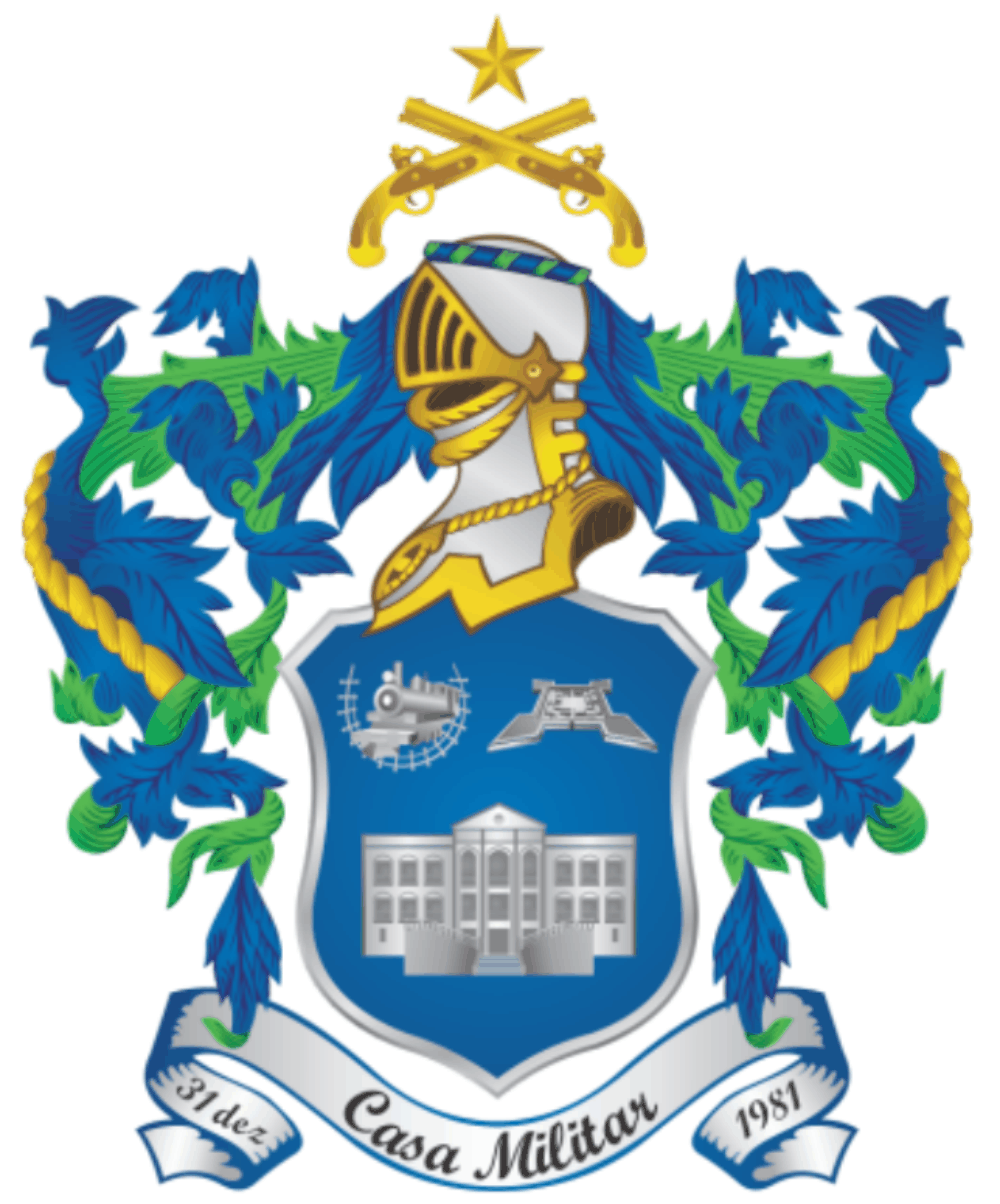
Brasão de armas da Casa Militar, órgão policial militar de assessoramento do governador.

### Estrutura operacional
- 1º Batalhão de Polícia Militar - Porto Velho
- 2º Batalhão de Polícia Militar - Ji-Paraná
- 3º Batalhão de Polícia Militar - Vilhena
- 4º Batalhão de Polícia Militar - Cacoal
- 5º Batalhão de Polícia Militar - Porto Velho
- 6º Batalhão de Polícia Militar - Guajará Mirim
- 7º Batalhão de Polícia Militar - Ariquemes
- 8º Batalhão de Polícia Militar - Jaru
- 9º Batalhão de Polícia Militar - Porto Velho
- 10° Batalhão de Polícia Militar - Rolim de Moura
- 11° Batalhão de Polícia Militar - São Miguel do Guaporé
- Batalhão de Polícia  Ambiental - Candeias do Jamari
- Batalhão de Polícia de Trânsito - Porto Velho
- Companhia Independente de Polícia de Guarda
- Batalhão de Operações Policiais Especiais - BOPE
- Batalhão de Choque - Porto Velho